# اوکلی، بدفوردشر
اوکلی (به انگلیسی: Oakley) یک روستا و محله مدنی در بریتانیا است که در Bedford واقع شده‌است. اوکلی ۲٬۴۳۸ نفر جمعیت دارد.